# 福島県立相馬農業高等学校飯舘校
福島県立相馬農業高等学校飯舘校（ふくしまけんりつ そうまのうぎょうこうとうがっこう いいたてこう）は、福島県相馬郡飯舘村に所在した県立高等学校。
2020年度から休校となっており、2023年（令和5年）9月15日に県立高校学則の改正が施行され閉校となった。

## 概要
1949年（昭和24年）5月に福島県立相馬農業高等学校大館分校として開校。1956年（昭和31年）の町村合併で飯舘分校に改称し、2008年（平成20年）に飯舘校とした。
2011年（平成23年）3月の東日本大震災及び原発事故の影響で学校機能を福島県教育センターに移転。2012年度からは福島県立福島明成高等学校敷地内にサテライト校を開設した。
2023年（令和5年）9月8日の福島県教育委員会定例会で県立高校学則の改正が承認され、同15日の施行をもって閉校することになった。
飯館村では村立高校として存続させる計画も浮上していたが財政面から断念しており、校地となっている県有地の譲渡などを受けて産業団地を整備する方針である。

## 設置学科
- 全日制課程　
  - 普通科

## 沿革
- 1949年 - 福島県立相馬農業高等学校大館分校として創立[1]。
- 1956年 - 福島県立相馬農業高等学校飯舘分校に改称[1]。
- 1966年 - 募集課程を定時制から全日制へ変更。農業科・家政科を置く。
- 1991年 - 農業科を廃止し、産業技術科を設置。
- 1996年 - それまでの産業技術科・家政科を廃し普通科を設置。
- 1999年 - 2年次からの類型制（総合、生活福祉、産業情報、自然科学）を導入。創立50周年記念式典挙行。
- 2004年 - 類型制（総合、生活福祉、自然科学）の3類型となる。
- 2005年 - 制服改定。
- 2008年 - 飯舘分校から飯舘校に改称[1]。
- 2011年 - 福島第一原子力発電所事故により、福島市の福島県教育センターに移転[1]。
- 2012年 - 福島県立福島明成高等学校敷地内のサテライト校を開設して移転[1]。
- 2018年 - 新規生徒募集停止[1]。
- 2018年 - 飯舘村による村立高校化を断念[2]。
- 2020年 - 福島明成高校内にて休校式が行われる[3]。
- 2023年9月15日 - 閉校[1]。

## 所在地
- 福島県相馬郡飯舘村深谷字大森25
北緯37度41分38.8秒 東経140度44分10.3秒 / 北緯37.694111度 東経140.736194度
- 福島県福島市永井川字中西田14-1(移転先)
北緯37度43分21.7秒 東経140度27分0秒 / 北緯37.722694度 東経140.45000度

## 部活動
- 陸上競技部
- 卓球部
- 演劇部
- 合唱部